# Yêu nhầm bạn thân
Yêu nhầm bạn thân (tên gốc tiếng Thái: Friend Zone ระวัง..สิ้นสุดทางเพื่อน, còn được biết rộng rãi tại thị trường quốc tế với tên tiếng Anh: Friend Zone) là phim điện ảnh hài của Thái Lan năm 2019 do đạo diễn Chayanop Boonprakob và hãng GDH 559 phát hành. Phim có sự tham gia diễn xuất của Naphat Siangsomboon và Pimchanok Leuwisedpaiboon. Nội dung phim để về đôi bạn Palm và Gink, trong đó cậu bạn Palm đã yêu thầm Gink nhưng không dám bày tỏ do biết cô chỉ xem mình là bạn.
Yêu nhầm bạn thân công chiếu tại Thái Lan vào ngày 14 tháng 2 năm 2019. Tại thị trường Việt Nam, phim ra mắt vào ngày 15 tháng 3 năm 2019.

## Nội dung
Ngay từ lúc quen biết nhau khi còn đi học, Palm đã thầm thích cô bạn thân Gink đã từng nhiều lần có ý định thổ lộ nhưng không thể tỏ tình vì muốn giữ tình bạn đẹp đẽ đang có. Sau mười năm, hai người vẫn là bạn thân của nhau, vẫn luôn an ủi, chăm sóc cho nhau khi một trong hai có vấn đề với người yêu của mình. Vì giúp đỡ Gink mà Palm thường bị bạn gái của mình hiểu lầm nên đã trải rất nhiều mối tình.
Khi Gink thực sự yêu một anh chàng đồng nghiệp có tên Ted, cuộc tình diễn ra nhanh và chuyện kết hôn của họ đã được lên kế hoạch. Rồi một lần Gink nghi ngờ bạn trai của có người khác vì anh là một nhà soạn nhạc nên hay phải đi khắp nơi. Gink và Palm trải qua những khoảnh khắc dở khóc dở cười và Palm có cơ hội để thổ lộ nhưng thất bại. Gink đã biết bạn trai mình có người mới rồi nên muốn chia tay, nhưng sau tất cả cô lại tha thứ cho Ted vì Ted đã tự nhận lỗi với Gink. Khi đó Gink và Palm gặp nhau ở chùa thì Palm rất thất vọng và tức giận nên đã thổ lộ tình cảm với Gink. Tuy vậy, Gink vẫn muốn cả hai tiếp tục làm bạn.
Palm và Gink tiếp tục cuộc sống của riêng mình, Palm đã có bạn gái mới, Gink tiếp tục với Ted nhưng khi hẹn hò với người mới thì họ liên tục nhớ về đối phương. Cuối cùng khi Gink và Palm gặp lại nhau, Gink đã cầu hôn Palm. Ở thời điểm hiện tại, Palm đã đeo nhẫn cưới với Gink nhưng Gink bất cẩn đã làm mất nhẫn. Palm tìm thấy rồi cầu hôn lại Gink.

## Diễn viên
- Naphat Siangsomboon vai Palm
- Pimchanok Leuwisedpaiboon vai Gink
- Jason Young vai Ted
- Chertsak Pratumsrisakhon
- Benjamin Joseph Varney vai Friendzone bạn Palm 1
- Nutthasit Kotimanuswanich vai Friendzone bạn Palm 2
- Sukhapat Lohwacharin vai Friendzone bạn Palm 3
- Chertsak Pratumsrisakhon vai bố Gink
- Thanaporn Wagprayoon vai Parn
- Panissara Phimpru vai Picu
- Paweesuda Chankat vai Polpe
- Nattarat Nopparattayaporn
- Oraphan Arjsamat
- Phatchara Tubthong vai tiếp viên hàng không
- Namfon Indee
- Claudia Barretto
- Chi Pu
- Mạnh Giai
- Chu Chủ Ái
- Laura Mam
- Audrey Tapiheru
- Cantika Abigail
- Phyu Phyu Kyaw Thein

## Nhạc phim
Ca khúc trong phim là คิดมาก (Kid Mah) do những ca sĩ bao gồm Namfon Indee từ Lào, Claudia Barretto từ Philippines, Chi Pu từ Việt Nam, Mạnh Giai từ Trung Quốc, Chu Chủ Ái từ Malaysia, Laura Mam từ Campuchia, Audrey Tapiheru và Cantika Abigail… từ Indonesia, Phyu Phyu Kyaw Thein từ Myanmar, và dĩ nhiên là chính ca sĩ Palmy từ Thái Lan. Lời bài hát được hát bằng ngôn ngữ mẹ đẻ của mỗi ca sĩ.
Video âm nhạc của bài hát được đạo diễn bởi anh trai của Chayanop, Nottapon, người đã từng làm 2.215 phim tài liệu về cuộc chạy xuyên quốc gia của Toon Bodyslam. MV quốc tế này đã có được lượng view hơn là 23 triệu lượt trên Youtube. Chi Pu còn ra mắt thêm ca khúc phiên bản Việt "Người nào hay".
- คิดมาก (KID MAK) - Palmy, Namfon Indee, Claudia Barretto, Chi Pu, Mạnh Giai, Chu Chủ Ái, Laura Mam, Audrey Tapiheru, Cantika Abigail, Phyu Phyu Kyaw Thein
- Người nào hay - Chi Pu

## Phát hành
Yêu nhầm bạn thân công chiếu tại Thái Lan vào ngày 14 tháng 2 năm 2019. Tại thị trường Việt Nam, phim ra mắt vào ngày 15 tháng 3 năm 2019.

## Đón nhận

### Doanh thu phòng vé
Yêu nhầm bạn thân là bộ phim mới nhất của nhà sản xuất Bad Genius, kết hợp với ekip của I fine thank you love you đã trở thành "quả bom phòng vé" đích thực, không chỉ tại quê nhà Thái Lan mà còn tại Việt Nam. Ra mắt vào ngày Valentine 14 tháng 2 tại Thái Lan, Yêu nhầm bạn thân đã nhanh chóng trở thành một hiện tượng phòng vé. Chỉ sau 10 ngày ra mắt, doanh thu của phim đạt con số 180,7 triệu THB.
Sau sự thành công vượt trội tại Thái Lan, Yêu nhầm bạn thân lại tiếp tục chinh chiến tại phòng chiếu Việt Nam. Sau vài ngày công chiếu đầu tiên, bộ phim lập tức chiếm được cảm tình của khán giả Việt Nam và vượt qua đàn anh tiền nhiệm Thiên tài bất hảo, mang về doanh thu hơn 15,2 tỉ đồng tại Việt Nam, trở thành phim điện ảnh Thái Lan có doanh thu mở màn cao nhất mọi thời đại.

### Đánh giá chuyên môn
Ân Nguyễn từ VnExpress cho rằng Yêu nhầm bạn thân "có cách kể và xây dựng tình tiết chắc tay ở hai phần ba đầu," tuy nhiên tác phẩm lại "để lại chút tiếc nuối trong cách giải quyết nút thắt khi Gink dễ dàng chấp nhận Palm."